# Little Grant
Little Grant – miasto w Stanach Zjednoczonych, w stanie Wisconsin, w hrabstwie Grant.